# Facundo Regalia
 (novembre 2019).
Si vous disposez d'ouvrages ou d'articles de référence ou si vous connaissez des sites web de qualité traitant du thème abordé ici, merci de compléter l'article en donnant les références utiles à sa vérifiabilité et en les liant à la section « Notes et références ».
Facundo Regalia, né le 23 novembre 1991 à Buenos Aires, est un ancien pilote automobile argentin. Depuis sa retraite en 2015, il est consultant et entraîneur des pilotes chez Van Amersfoort Racing.

## Carrière

### Résultats en monoplace
| Saison | Championnat                       | Écurie                             | Courses | Victoires | Pole positions | Meilleurs tours | Podiums | Points | Classement |
| ------ | --------------------------------- | ---------------------------------- | ------- | --------- | -------------- | --------------- | ------- | ------ | ---------- |
| 2008   | Formule BMW Europe                | EuroInternational                  | 15      | 0         | 0              | 0               | 0       | 60     | 16e        |
| 2008   | Formule BMW World Final           | Josef Kaufmann Racing              | 1       | 0         | 0              | 0               | 0       | N/A    | 10e        |
| 2009   | Formule BMW Pacific               | EuroInternational                  | 3       | 2         | 2              | 2               | 2       | 0†     | N.C        |
| 2009   | Formule BMW Europe                | Josef Kaufmann Racing              | 16      | 0         | 0              | 0               | 0       | 148    | 8e         |
| 2010   | Formule BMW Europe                | Eifelland Racing                   | 16      | 0         | 0              | 0               | 1       | 148    | 8e         |
| 2011   | Championnat d'Italie de Formule 3 | Ghinzani Arco Motorsport           | 14      | 0         | 1              | 2               | 2       | 55     | 10e        |
| 2011   | Formule 3 Euro Series             | Mücke Motorsport                   | 3       | 0         | 0              | 0               | 0       | 0†     | N.C        |
| 2012   | Auto GP                           | Campos Racing                      | 10      | 0         | 0              | 0               | 2       | 68     | 7e         |
| 2012   | European F3 Open                  | Campos Racing                      | 16      | 3         | 3              | 2               | 6       | 186    | 4e         |
| 2012   | GP3 Series                        | Jenzer Motorsport Atech CRS Racing | 4       | 0         | 0              | 0               | 0       | 0      | 25e        |
| 2013   | GP3 Series                        | ART Grand Prix                     | 16      | 1         | 1              | 2               | 6       | 138    | 2e         |
| 2014   | GP2 Series                        | Hilmer Motorsport                  | 8       | 0         | 0              | 0               | 0       | 0      | 31e        |
| 2015   | Auto GP                           | FMS Racing                         | 4       | 1         | 1              | 2               | 3       | 68     | 2e‡        |
| 2020   | Formule Régionale Europe          | Van Amersfoort Racing              | 3       | 0         | 0              | 0               | 0       | 0†     | N.C        |

† Regalia étant un pilote invité, il était inéligible pour marquer des points.
‡ Le championnat fut interrompu et le titre ne fut pas attribué.